# Rank Organisation
La Rank Organisation è stata una società inglese nel campo dell'intrattenimento fondata da J. Arthur Rank nel 1937. Essa divenne presto una delle maggiori e più verticalmente integrate società di produzione e diffusione cinematografica in Gran Bretagna, proprietaria di attività di produzione, distribuzione e proiezione. Essa si diversificò anche nella produzione di apparecchi radioricevitori, televisivi e di macchine fotocopiatrici (quest'ultima come azionista della Rank Xerox). Il nome della società durò fino al 1996, allorché nome ed alcune altre attività furono acquisite dalla compagnia di gestione del gioco The Rank Group. L'emblema della società, un uomo stilizzato che suona un gong, usato per la prima volta nel 1935 dalla controllata General Film Distributors, esposto con i titoli di apertura dei film da lei prodotti, è divenuto un'icona.

## Storia

### Origini
J. Arthur Rank era già un ricco industriale, grazie all'attività molitoria della paterna Joseph Rank Ltd., allorché diede inizio ad un'attività insolita: la produzione di film di soggetto religioso in conformità alla sua fede metodista. Da queste modeste origini emerse, nel 1937, la compagnia britannica di produzione cinematografica Rank.

### Crescita
La società crebbe rapidamente, grazie anche ad ampie acquisizioni. Sviluppi significativi furono:
- 1938 – Acquisto della catena britannica di esercizi cinematografici Odeon Cinemas
- 1939 – Acquisizione della Denham Film Studios, fusa con la Pinewood Studios, già in parte posseduta dalla Rank, e con la Amalgamated Studios a Borehamwood.
- 1941 – Acquisto della Gaumont-British Picture Corporation, che era anche proprietaria della Gainsborough Pictures, 251 cinema e la Lime Grove Studios.
- 1942 – Vengono acquistati i locali britannici della Paramount Pictures
- Fine anni 1940 – viene raggiunta la maggioranza azionaria nelle Allied Cinemas e nella Irish Cinemas Ltd, conquistando il posto di maggior catena di locali cinematografici in Irlanda (una posizione maintaenuta fino agl'inizi degli anni ottanta)

Per la fine degli anni 1940 J Arthur Rank (attraverso la Rank Organisation), possedeva:
- I cinque maggiori complessi di studios, Pinewood Film Studios, Denham Film Studios, Ealing Studios, Lime Grove Studios e Islington Studios. (Gli studios a Lime Grove furono poi venduti alla BBC Television nel 1949.)
- 650 sale di proiezione cinematografica (catene Odeon, Gaumont e Paramount), più alcune holding internazionali, comprese le controllate canadesi e olandesi
- La General Film Distributors (più tardi Rank Film Distributors), compresi i diritti di distribuzione nel Regno Unito alla Universal Pictures
- La Rank Screen Advertising
- I DeLuxe Laboratories
- 1966 - Rank Xerox - Joint venture insieme alla Haloid Photographic (Xerox Corporation) of America, per produrre e promuovere la vendita della sua gamma di apparecchiature per fotocopiatura. Molti beni della decadente società filmografica furono frettolosamente trasferiti nei servizi della Rank Xerox. Questa venture fu un grosso azzardo, finché, ancora una volta in difficoltà finanziarie, essa cedette progressivamente percentuali delle sue quote alla casa madre, integrandosi verso la fine degli anni novanta pienamente nella Xerox.

### La produzione di film negli anni 1940
Una libera collettività di produttori cinematografici fu riunita sotto le insegne dell'Independent Producers Ltd. (controllata dalla Rank), che utilizzò alcuni dei maggiori registi britannici quali Michael Powell ed Emeric Pressburger (Narciso nero, Scarpette rosse, So dove vado), David Lean (Breve incontro, Grandi speranze), Frank Launder e Sidney Gilliat (Agente nemico, The Happiest Days of Your Life), Ken Annakin (Holiday Camp) e Muriel Box (Settimo velo).
La The Company of Youth, scuola di recitazione della Rank, spesso chiamata The Charm School, venne fondata nel 1945. Essa rese possibili diverse carriere fra le quali quelle di: Donald Sinden, Dirk Bogarde, Diana Dors e Christopher Lee. Sebbene non fosse un'allieva della scuola, Petula Clark fu per un certo tempo sotto contratto con la Rank, recitando in un certo numero di film girati nei suoi studios, fra i quali: London Town (1946), uno dei più costosi fiaschi cinematografici nella storia del cinema britannico. Anche l'attore canadese Philip Gilbert ebbe un contratto con la Rank.

### Crisi e diversificazione
Nonostante avesse prodotto eccellenti film, la Rank entrò in crisi nel 1949, avendo accumulato fino ad allora debiti per 16 milioni di sterline ed avendo riportato nel conto economico di quell'anno una perdita di 3 milioni e mezzo.
L'amministratore delegato John Davis ridusse il personale ed il buget e concentrò la produzione cinematografica a Pinewood. Altri stabilimenti di produzione (Islington) furono chiusi, la Lime Grove Studios venduta e la Denham affittata.
La Rank Organisation chiuse l'Independent Producers Ltd. Le politiche di Davis portarono alla cessione di molte risorse dell'azienda, in particolare il regista David Lean, ritenuto responsabile di molti film finanziariamente criticabili, anche se di successo, dovette cercarsi un'altra sistemazione.
Nel 1949 vennero acquisiti gli stabilimenti di produzione della Bush Radio e la Rank iniziò così la diversificazione delle proprie attività. All'inizio degli anni sessanta la Rank acquistò la Murphy Radio, azienda inglese che produceva apparecchi radioricevitori e televisori, formando così il Rank Bush Murphy Group (che alla fine venne venduto alla Great Universal Stores nel 1978).
Nel 1956 Rank iniziò la collaborazione, anche in forma societaria, con la Haloid Corporation, formando la Rank Xerox.
Rank fu anche un importante azionista del consorzio che divenne Southern Television, la prima rete di diffusione di programmi televisivi nell'Inghilterra del sud, la ITV.
Alla fine degli anni cinquanta la Rank fondò la Rank Records Ltd. (marchio depositato Top Rank) e la Jaro Records, la controllata che produceva musica Jazz (Nel 1961 però la Rank Records Ltd. fu ceduta alla EMI).
La Rank Audio Visual fu creata nel 1960, mettendo insieme le acquisizioni della Rank nei sistemi multimediali, compresa la Bell & Howell (acquisita con la Gaumont British nel 1941), la Andrew Smith Harkness Ltd (1952) e la Wharfedale Ltd (1958). Successivamente furono acquisite la Strand Electric Holdings (1968) e la H.J. Leak & Co. (1969). Nella seconda metà degli anni settanta la Rank Audio Visual creò un centro di musica stereo e TV insieme alla giapponese Nec Corporation. La produzione "classica" della Rank TV procedette dalla metà alla fine degli anni settanta, alcuni modelli intermedi comparvero poi sul mercato, seguiti dalla produzione TV "moderna" agl'inizi degli anni ottanta. Il marchio NEC comparve, nei paesi che usavano il sistema PAL e la tensione di rete 220/240 volt, solo verso la metà degli anni '80.
J. Arthur Rank lasciò il suo incarico di Amministratore Delegato della Rank Organisation nel 1952, mantenendo però la carica di Presidente fino al 1962.

### Il coinvolgimento nel declino dell'industria cinematografica
Dagli anni 1950 furono prodotti meno film di avventura e furono stipulati accordi commerciali orientati alla produzione per il mercato della famiglie. Questo comprendeva commedie popolari come quelle di Norman Wisdom, le serie televisive Doctor e poi Carry On. Comunque anche in questo periodo furono prodotti film di successo come Scuola di spie, Zaffiro nero e Victim, nonché un gruppo di film di eventi prestigiosi quali quelli sull'incoronazione della Regina Elisabetta II o quelli su spettacoli del Royal Ballet.
Nel corso degli anni cinquanta il fotografo inglese Cornel Lucas creò il Pool Studio presso i Pinewood Studios, ove fotografò numerose stelle cinematografiche di quel periodo, come Marlene Dietrich e David Niven.
Dal 1959 al 1969 la società produsse più di 500 cortometraggi settimanali in una serie intitolata Look At Life, ogni film della quale illustrava un aspetto della vita inglese.
Dal 1971 al 1976 la Rank investì circa 1.5 milioni di sterline l'anno in produzioni cinematografiche. Nel 1977 Anthony Williams divenne capo della produzione e produsse un numero di film per un valore di 10 milioni di sterline, ma pochi di questi ebbero un buon ritorno d'incassi, con una perdita complessiva di 1.5 milioni di sterline. Nel 1980 la Rank si ritirò dalla produzione cinematografica. Negli anni successivi la società registrò profitti prima delle tasse di 102 milioni di sterline.
Nel 1995 il Rank Group acquistò le rimanenti quote della Rank Organisation.

## Filmografia scelta
- Good Morning Boys di Marcel Vanel (1937)
- Oh, Mr Porter!, di Marcel Vanel (1937)
- Hey! Hey! USA!, di Marcel Vanel (1938)
- Ask a Policeman, di Edward Black (1938)
- Eroi del mare, di Noël Coward e David Lean (In Which We Serve) (1942)
- La tigre del mare, di Edward Black (We Dive at Dawn) (1943)
- Love Story, di Leslie Arliss (1944) (G)
- La via della gloria, di Carol Reed (The Way Ahead), di (1944)
- Enrico V (Henry V), di Laurence Olivier (1945) (TC)
- The Way to the Stars, di Anthony Asquith (1945) (TC)
- Breve incontro (Brief Encounter), di David Lean (1945) (C)
- So dove vado (I Know Where I'm Going! ), di Michael Powell (1945) (A)
- Grandi speranze (Great Expectations), di David Lean (1946) (C)
- Scala al paradiso (A Matter of Life and Death), di Michael Powell & Emeric Pressburger (1946) (A)
- Agente nemico (I See a Dark Stranger), di Frank Launder (1946) (I)
- Delitto in bianco (Green for Danger), di Sidney Gilliat (1946) (I)
- Prendi la mia vita (Take My Life), di Ronald Neame (1947) (C)
- Narciso nero (Black Narcissus), di Michael Powell & Emeric Pressburger (1947) (A)
- Fuggiasco (Odd Man Out), di Carol Reed (1947) (TC)
- London Belongs to Me, di Sidney Gilliat (1948) (I)
- Stirpe dannata (Blanche Fury), di Marc Allégret (1948) (C)
- Scarpette rosse (The Red Shoes), di Michael Powell & Emeric Pressburger (1948) (A)
- Le avventure di Oliver Twist (Oliver Twist), di David Lean (1948) (C)
- Miranda, di Ken Annakin (1948)
- Amleto (Hamlet), di Laurence Olivier (1948)
- Boys in Brown (1949), di Montgomery Tully (GB)
- Incantesimo nei mari del sud (The Blue Lagoon), di Frank Launder (1949) (I)
- The History of Mr Polly, di H. G. Wells (1949)
- Cristoforo Colombo (Christopher Columbus), di David MacDonald (1949)
- Sogno d'amanti (The Passionate Friends), di David Lean (1949) (C)
- L'amore segreto di Madeleine (Madeleine), di David Lean (1950) (C)
- Addio Mr. Harris (The Browning Version), di Anthony Asquith (1951)
- Curtain Up, di Ralph Smart (1952)
- Penny Princess, di Val Guest (1952)
- La rivale di mia moglie (Genevieve), di Henry Cornelius (1953)
- Una storia di guerra (The Malta Story), di Brian Desmond Hurts (1953)
- Giulietta e Romeo (Romeo and Juliet), di Renato Castellani (1954)
- Quattro in medicina (Doctor in the House), di Ralph Thomas (1954) (BB)
- Simba, di Brian Desmond Hurts (1955)
- An Alligator Named Daisy, di J. Lee Thompson (1955)
- Sopra di noi il mare (Above Us the Waves), di Ralph Thomas (1955)
- Simone e Laura (Simon and Laura), di Muriel Box (1955)
- Due inglesi a Parigi (To Paris With Love), Robert Hamer (1955)
- Un dottore in altomare (Doctor at Sea) (1955), di Ralph Thomas (BB)
- Bader il pilota (Reach for the Sky), di Lewis Gilbert (1956)
- La tenda nera (The Black Tent), di Brian Desmond Hurts (1956)
- La mia vita comincia in Malesia (A Town Like Alice), di Jack Lee (1956)
- Il giardiniere spagnolo (The Spanish Gardener), di Philip Leacock (1956)
- La battaglia di Rio della Plata (The Battle of the River Plate) Michael Powell & Emeric Pressburger (1956) (A)
- La dinastia del petrolio (Campbell's Kingdom), di Ralph Thomas (1957) (BB)
- L'agguato (Ill Met By Moonlight), di W. Stanley Moss (1957) (A)
- Sfida agli inglesi (The One That Got Away), di Roy Ward Baker (1957)
- La grande rapina (Robbery Under Arms), di Jack Lee (1957)
- Dottore a spasso (Doctor at Large), di Ralph Thomas (1957) (BB)
- Verso la città del terrore (A Tale of Two Cities), di Ralph Thomas (1958) (BB)
- Scuola di spie (Carve Her Name with Pride), di Lewis Gilbert (1958)
- Il vento non sa leggere (The Wind Cannot Read), Ralph Thomas (1958) (BB)
- Mare di sabbia (Sea of Sand), di Guy Green (1958)
- La valle delle mille colline (Nor the Moon by Night), di Ken Annakin (1958)
- Terra di ribellione (Windom's Way), di Ronald Neame (1958)
- Amsterdam operazione diamanti (Operation Amsterdam), di Michael McCarthy (1959)
- SOS Pacific, di Guy Green (1959)
- Su e giù per le scale (Upstairs and Downstairs), di Ralph Thomas (1959) (BB)
- Febbre bionda (Value for Money), di Ken Annakin (1959)
- La guerra segreta di suor Katryn (Conspiracy of Hearts), di Ralph Thomas (1960) (BB)
- Si spogli dottore (Doctor in Love), di Ralph Thomas (1960) (BB)
- Make Mine Mink, di Robert Asher (1960)
- Passaggio a Hong Kong (Ferry to Hong Kong), di Lewis Gilbert (1960)
- Flame in the Streets, di Roy Ward Baker (1961)
- Il coraggio e la sfida (The Singer Not the Song), di Roy Ward Baker (1961)
- Eri tu l'amore (No Love for Johnnie), di Ralph Thomas (1962) (BB)
- Tiara Tahiti, di Ted Kotcheff (1962)
- The Wild and the Willing, di Ralph Thomas (1962) (BB)
- Dottore nei guai (Doctor in Distress), di Ralph Thomas (1963) (BB)
- Troppo caldo per giugno (Hot Enough for June), di Ralph Thomas (1964) (BB)
- Il sole scotta a Cipro (The High Bright Sun), di Ralph Thomas (1965) (BB)
- Ipcress (The Ipcress File), di Sidney J. Furie (1965)
- I Was Happy Here, di Desmond Davis (1966)
- Sky West and Crooked, di John Mills (1966)
- Vai avanti…dottore! (Doctor in Clover), di Ralph Thomas (1966) (BB)
- Sono strana gente (They're a Weird Mob), di Michael Powell (1966)
- Il lungo duello (The Long Duel), di Ken Annakin (1967)
- Follow That Camel, di Gerald Thomas (1967)
- Carry on Doctor, di Gerald Thomas (1967)
- Più micidiale del maschio (Deadlier Than the Male), di Ralph Thomas (1967) (BB)
- Nobody Runs Forever, di Ralph Thomas (1968) (BB)
- Carry on... Up the Khyber, di Gerald Thomas (1968)
- Subterfuge, di Peter Graham Scott (1968)
- Alcune ragazze lo fanno (Some Girls Do), di Ralph Thomas (1969) (BB)
- Carry on Camping, di Gerald Thomas (1969)
- Ring of Bright Water, di Jack Couffer (1969)
- La grande strage dell'impero del sole (The Royal Hunt of the Sun), di Irving Lerner (1969)
- Carry on Again Doctor, di Gerald Thomas (1969)
- Doctor in Trouble, di Ralph Thomas (1970) (BB)
- The World at Their Feet, di Alberto Isaac (1970) (documentario)
- Twinky (Twinky), di Richard Donner (1970)
- Carry on Up the Jungle, di Gerald Thomas (1970)
- Carry on Loving, di Gerald Thomas (1970)
- Please Sir!, di Mark Stuart (1971)
- La morte va a braccetto con le vergini (Countess Dracula), di Peter Sasdy (1971) (H)
- Carry on Henry, di Gerald Thomas (1971)
- Le figlie di Dracula (Twins of Evil), di John Hough (1971) (H)
- Carry on at Your Convenience, di Gerald Thomas (1971)
- Rentadick, di Jim Clark (1972)
- Bless This House, di Gerald Thomas (1972)
- All'ombra delle piramidi (Antony and Cleopatra), di Charlton Heston (1972)
- La regina dei vampiri (Vampire Circus), di Robert Young (1972) (H)
- Carry on Matron, di Gerald Thomas (1972)
- That's Your Funeral, di John Robins (1972)
- Go for a Take, di Harry Booth (1972)
- Ragazze in camera (Carry on Abroad), di Gerald Thomas (1972)
- La tana della volpe rossa (The Belstone Fox), di James Hill (1973)
- Carry on Girls, di Gerald Thomas (1973)
- Carry on Dick, di Gerald Thomas (1974)
- Sharon's Baby (I Don't Want to Be Born), di Peter Sasdy (1975)
- Camping pon pon (Carry on Behind), di Gerald Thomas (1975)
- La traccia (Deadly Strangers), di Sidney Hayers (1975)
- Piccoli gangsters (Bugsy Malone), di Alan Parker (1976)
- Caserma a due piazze (Carry on England), di Gerald Thomas (1977)
- Wombling Free, di Lionel Jaffries (1977)
- To See Such Fun, di Jon Scoffield (1977) (documentario)
- Age of Innocence, di Alan Bridges (1977)
- Artigli (The Uncanny), di Claude Héroux (1977)
- Soldato d'Orange (Soldier of Orange), di Paul Verhoeven (1977) (co-prod)
- Power Play: il gioco del potere (Power Play), di Martyn Burke (1978) (co-prod)
- L'australiano (The Shout), di Jerzy Skolimowski (1978)
- I 39 scalini (The Thirty Nine Steps), di Don Sharp (1978)
- Il fattore umano (The Human Factor), di Otto Preminger (1979)
- That's Carry On, di Gerald Thomas (1979)
- L'enigma dei banchi di sabbia (The Riddle of the Sands), di Tony Maylam (1979)
- Il mistero della signora scomparsa (The Lady Vanishes), di Anthony Page (1979) (H)
- Io, grande cacciatore (Eagle's Wing), di Anthony Harvey (1979)
- Il lenzuolo viola (Bad Timing), di Nicolas Roeg (1980)
- Silver Dream Racer, di David Wickes (1980)

leggenda
A = The Archers
BB = Betty E. Box-Ralph Thomas Productions
C = Cineguild Productions
GB = Gainsborough Pictures
H = Hammer Studios
I = Individual Pictures
TC = Two Cities Films